# Vida Samadzai
Vida Samadzai (22 de febrero de 1978) es una actriz, modelo y reina de belleza afgano-estadounidense que fue Miss Afganistán en 2003. Como la primera mujer afgana en participar en un concurso de belleza internacional desde 1974, su aparición en un bikini rojo en la edición de 2003 del concurso Miss Tierra generó polémica en su país natal. Participó en el popular programa de telerrealidad Bigg Boss en 2011.

## Biografía
Samadzai, de etnia pastún, nació y creció en Kabul, Afganistán, y se mudó a los Estados Unidos en 1996. Se graduó de la Universidad Estatal de California en Fullerton y se convirtió en ciudadana de los Estados Unidos. Ella habla con fluidez cinco idiomas y está involucrada en ayudar a los refugiados afganos en Pakistán. Samadzai también ayudó a fundar una organización benéfica de mujeres con sede en Estados Unidos que busca crear conciencia sobre los derechos y la educación de las mujeres en Afganistán.
Después de quedar como tercera finalista en el primer concurso de Ms. America International de Susan Jeske en 2002, solicitó ser considerada en el nuevo concurso de Miss Tierra en 2003 y fue seleccionada como representante de Afganistán en el extranjero, ya que no había concursos de belleza en Afganistán. Aunque no ostentaba el título de «Miss Afganistán», esto la convirtió en la primera mujer afgana en participar en un concurso de belleza internacional desde que Zohra Daoud fue coronada Miss Afganistán en 1974. Su participación en Miss Tierra fue condenada por la Suprema Corte de Afganistán, diciendo que tal exhibición del cuerpo femenino va en contra de la ley islámica y la cultura afgana. En particular, los tradicionalistas se opusieron a su aparición en un bikini rojo durante la presentación a la prensa del concurso. Recibió un premio especial llamado «Belleza por una causa» en la competencia de Miss Tierra de ese año.
Al año siguiente, Samadzai regresó al concurso y estuvo entre los 11 miembros del jurado que ayudaron a elegir a Priscilla Meirelles como Miss Tierra 2004.
En la noche de la coronación, la joven activista por los derechos de las mujeres usó un vestido y dijo: «No sé si tendrán un problema esta vez porque no estoy mostrando nada de piel o usando un traje de baño». El 1 de mayo de 2005, Vida Samadzai ganó el poco conocido concurso Ms. America 2005-06 de Susan Jeske.

## Televisión
| Año  | Nombre      | Rol         | Canal     | Notas                                  | Ref. |
| ---- | ----------- | ----------- | --------- | -------------------------------------- | ---- |
| 2011 | Bigg Boss 5 | Concursante | Colors TV | Ingresó el día 1, desalojada el día 49 |      |